# 앨리슨 모스하트
앨리슨 모스하트(Alison Mosshart, 1978년 11월 23일 ~ )은 미국의 싱어송라이터이다.